# Kóbor Tamás (operaénekes)
Kóbor Tamás (Budapest, 1979. július 24. –) magyar operaénekes (tenor).

## Pályája
Pályafutása a Honvéd Művészegyüttes Férfikarában indult 1999-ben.
2000-ben felvételt nyert a Liszt Ferenc Zeneművészeti Egyetem operastúdiójába, melyet Kovalik Balázs vezetett.
2002-től két éven át a Magyar Állami Operaház ösztöndíjasa.
2004-től két évadon át a Magyar Állami Operaház szerződtetett szólistája, később vendégművésze.
2002-től 2008-ig a Szegedi Nemzeti Színház tagja, 2008 után állandó vendégművészként szerepel.
2008-tól szabadúszó művészként tevékenykedik Budapesten, Szegeden, Debrecenben, Miskolcon, Kaposváron, Veszprémben, Sopronban, valamint számos hazai és külföldi színházi- és koncertpódiumon.
Számos alkalommal vendégszerepelt Németországban, Ausztriában, Svájcban, Olaszországban, Szlovákiában, Dániában, Izraelben és Angliában.
Több lemezfelvétel szólistája, emellett két operafilmben szerepel.
Repertoárján több mint hetven opera- és operett szerep, valamint közel harminc oratórium tenor szólama megtalálható a barokktól a kortárs zenéig.

## Iskolái
- Weiner Leo Zeneművészeti szakközépiskola
- Liszt Ferenc Zeneművészeti Egyetem
- Eszterházy Károly Katolikus Egyetem

## Díjai
- 2001: Az év énekese (Honvéd Együttes)
- 2004: Simándy-díj
- 2005: Az év énekese (Szegedi Operabarátok Köre)
- 2011. A év énekese (Honvéd Férfikar)

## Szerepei
Operák
| Szerző       | Cím                   | Szerep                 |
| ------------ | --------------------- | ---------------------- |
| Bizet        | Carmen                | Don José               |
| Csajkovszkij | Anyegin               | Lenszkij               |
| Csajkovszkij | Anyegin               | Triquet                |
| Cilea        | Adriana Lecouvreur    | Chazeuil abbé          |
| Dittersdorf  | A vidéki báró         | Báró                   |
| Donizetti    | Roberto Devereaux     | Lord Cecil             |
| Donizetti    | Lammermoori Lucia     | Edgardo                |
| Erkel        | Bánk bán              | Ottó                   |
| Erkel        | Hunyadi               | V. László              |
| Erkel        | Erzsébet              | Thüringiai Lajos       |
| Gyöngyössy   | Gólyakalifa           | Gondolás               |
| Händel       | Semele                | Apolló                 |
| Haydn        | Halászlányok          | Burletto               |
| Haydn        | A Patikus             | Mengone                |
| Hindemith    | Cardillac             | Tiszt                  |
| Monteverdi   | Orfeo                 | Pásztor                |
| Monteverdi   | Poppea megkoronázása  | Valletto               |
| Monteverdi   | Odüsszeusz hazatérése | Eurimaco               |
| Mozart       | Varázsfuvola          | Tamino                 |
| Mozart       | Don Giovanni          | Don Ottavio            |
| Mozart       | Mitridate             | Marzio                 |
| Mozart       | Figaro házassága      | Basilio                |
| Muszorgszkij | Borisz Godunov        | Sujszkij herceg        |
| Nicolai      | A windsori víg nők    | Fenton                 |
| Puccini      | Pillangókisasszony    | Pinkerton              |
| Puccini      | A köpeny              | Slágerárus             |
| Puccini      | Turandot              | Pong                   |
| Prokofjev    | Tüzes Angyal          | Mefisztó               |
| Rossini      | Bruschino úr          | Florville              |
| Strauss      | Ariadne Naxosban      | Scaramuccio/Táncmester |
| Strauss      | Salome                | II. Nazarénus          |
| Vántus       | Aranykoporsó          | Quintipor              |
| Verdi        | Simone Boccaneghra    | Gabrielle Adorno       |
| Verdi        | Falstaff              | Fenton                 |
| Verdi        | Falstaff              | Bardolfo               |
| Verdi        | Traviata              | Alfredo                |
| Verdi        | Traviata              | Gaston                 |
| Verdi        | A végzet hatalma      | Trabucco               |
| Verdi        | A végzet hatalma      | Alvaro                 |
| Verdi        | Nabucco               | Ismaele                |
| Verdi        | Alzira                | Zamoro                 |
| Verdi        | Aida                  | Hírnök                 |
| Verdi        | Otello                | Cassio                 |
| Weber        | Bűvös vadász          | Max                    |

Oratóriumok
| Szerző             | Cím                          | Dátum |
| ------------------ | ---------------------------- | ----- |
| Bach               | Kantate zum 1. Weihnachtstag | 2006. |
| Beethoven          | IX. szimfónia                | 2004. |
| Dvořák             | Requiem                      | 2005. |
| Galuppi Baldassare | L'oracolo del Vaticano       | 2003. |
| Händel             | Szent Cecília napi óda       | 2005. |
| Haydn              | Große orgelmesse             | 2004. |
| Haydn              | Nelson mise                  | 2005. |
| Liszt              | Krisztus                     | 2008. |
| Mendelssohn        | Lobgesang                    | 2003. |
| Mendelssohn        | Eliah                        | 2003. |
| Mozart             | Requiem                      | 2004. |
| Mozart             | Missa solenmis in C K337     | 2006. |
| Puccini            | Messa di Gloria              | 2005. |
| Rossini            | Petit messe Solennelle       | 2006. |
| Schubert           | G-dúr mise                   | 2006. |
| Schumann           | Das Paradies und die Peri    | 2003. |
| Igor Stravinsky    | Oedipus rex                  | 2001. |
| Vaszy              | Missa pro Pace               | 2003. |
| Verdi              | Requiem                      | 2003. |

Operettek
| Szerző    | Cím               | Szerep              |
| --------- | ----------------- | ------------------- |
| Kálmán    | Cirkuszhercegnő   | Mister X.           |
| Kálmán    | Csárdáskirálynő   | Edwin               |
| Lehár     | Víg özvegy        | Camille de Rosillon |
| Strauss   | Cigánybáró        | Barinkay            |
| Strauss   | Denevér           | Eisenstein          |
| Strauss   | Egy éj Velencében | Herceg              |
| Offenbach | Kékszakáll        | Kékszakáll          |